# 扉の向こうへ
「扉の向こうへ」（とびらのむこうへ）は、YeLLOW Generationの楽曲。同グループ6作目のシングルとして2004年1月28日にデフスターレコーズから発売された。

## 概要
『鋼の錬金術師』の2代目エンディング曲となった「扉の向こうへ」は、メンバーのヒトミ、ユキ、ユウコがエンディング曲に起用される時に「アニメのイメージにあうもの」をとリクエストを受け、3日間で原作『鋼の錬金術師』6巻を一気読みし、作詞した。「扉の向こうへ」は、アニメ『鋼の錬金術師』第49話のサブタイトルともなっている。主人公エドワード・エルリックを演じた朴璐美はアルバム『遠い記憶』で本曲をカバーしている。

## 収録曲
1. 扉の向こうへ (4:50)
作詞：YeLLOW Generation
作曲：森元康介
編曲：長岡成貢
『鋼の錬金術師』エンディングテーマ
2. 君がいたから〜eternal way〜 (4:57)
作詞：YeLLOW Generation・Aco Yoshida
作曲・編曲：陶山隼
3. 扉の向こうへ (less vocal) (4:50)
4. 君がいたから〜eternal way〜 (less vocal) (4:54)